# Хуберт Віланд Конрой
Хуберт Віланд Конрой (Hubert Wieland Conroy) (1957, Перу) — перуанський дипломат. Надзвичайний і Повноважний Посол Перу в Україні (з 2023).

## Життєпис
Народився у 1957 році в Перу. У 1981 році вступив до дипломатичної академії Перу і закінчив її, отримавши ступінь бакалавра міжнародних відносин у 1983 році. У 1998 році він отримав диплом про вищу освіту в Інституті вищих міжнародних досліджень Женевського університету, а в 2010 році він отримав ступінь магістра конституційного права в Папському католицькому університеті Перу. Володіє іспанською, французькою, англійською та німецькою мовами.
Він вступив на дипломатичну службу 1 січня 1984 року і працював у різних сферах Міністерства закордонних справ, таких як заступник секретаря з економічних питань, відділ планування, відділ міжнародного співробітництва, відділ контролю за наркотиками та кордонами. Його останньою посадою в Лімі була головний радник з питань парламенту офісу міністра закордонних справ Перу. За кордоном працював у Посольстві в Австрії, у Постійному представництві при міжнародних організаціях у Женеві, а також у Посольствах у Німеччині та Данії.
З 2022 року — Надзвичайний і Повноважний Посол Республіки Перу в Польщі та в Україні за сумісництвом.
12 липня 2022 року — вручив вірчі грамоти Президенту Польщі Анджею Дуді
15 серпня 2023 року — вручив копії вірчих грамот заступнику Міністра закордонних справ України Еміне Джапарові
17 серпня 2023 року — вручив вірчі грамоти Президенту України Володимиру Зеленському

## Автор книг
- «Референдум в Перу: доктрина, правове регулювання та конституційна юриспруденція» (2011)
- «Пойнт Конкордія та кордон між Перу та Чилі» (2017)